# 矮小扁枝石松
矮小扁枝石松（学名：Diphasiastrum veitchii）为石松科扁枝石松属下的一个种。